# Поцелуй Сократа
«Поцелуй Сократа» — 12–серийный телепроект Белтелерадиокомпании, иронический детектив по романам белорусского русскоязычного автора Ольги Тарасевич. Премьерный показ состоялся 5 сентября 2011 (Первый Белорусский канал). Рабочее название фильма — «Национальное достояние».

## Сюжет
Главные герои сериала, писательница и журналистка Лика Вронская и её друг профессор криминалистики Владимир Седов, расследуют запутанные преступления вокруг ценностей, которые составляют гордость нации, её «национальное достояние». Главным предметом расследований неизменно становится артефакт — предмет искусства, созданный в прошлых столетиях. Он порождает сначала ажиотаж, а затем и преступление. Картина знаменитого белорусского художника Марка Шагала, чудом оставшаяся в Белоруссии; ожерелье из Египта, некогда вывезенное в Белоруссию; творчество гениального белорусского художника уровня норвежского живописца Эдварда Мунка…
Сериал «Поцелуй Сократа» состоит из шести двухсерийных фильмов:
- «Смертельный аромат»,
- «Ожерелье Нефертити»,
- «Проклятие Эдварда Мунка»,
- «Чистый лёд»,
- «Плачущий ангел Шагала»,
- «Тайна золотых апостолов».

Сценарии написаны по мотивам романов Ольги Тарасевич:
- «Смертельный аромат № 5»,
- «Ожерелье Нефертити»,
- «Проклятие Эдварда Мунка»,
- «Чистый лёд»,
- «Плачущий ангел Шагала»,
- «Сокровище князей Радзивиллов».

## Главные герои
Главные герои — писательница и журналистка Лика Вронская и её друг профессор криминалистики Владимир Седов.
Лика Вронская — молодая двадцатипятилетняя образованная девушка, авантюристка по натуре, искусствовед. Она принимала участие в международных археологических экспедициях, у неё большой круг знакомых в мире науки и искусства. Лика ведёт рубрику в модном гламурном журнале, посвященную артефактам, предметам старины, украшениям, богеме. Она свободна, состоятельна, красива. Однако, несмотря на всё это, в её личной жизни далеко не всё так хорошо: пытающихся ухаживать за ней мужчин отталкивают её решительный характер и неспособность к прочным отношениям. Её действия нередко опережают рассудок, и она часто попадает в рискованные ситуации.
Владимир Седов наоборот же — обстоятелен и замкнут. Он, сорокапятилетний криминалист со стажем, занимается раскрытием преступлений в области искусства. Семью ему уже давно заменила работа, и появление в его жизни молодой, красивой и образованной Лики Вронской преподносит ему шанс на новую жизнь.

## История создания
Телесериал «Поцелуй Сократа» был снят по семи книгам детективщицы Ольги Тарасевич, изданных издательством «Эксмо» в серии «Артефакт-детектив». В результате получилось шесть двухсерийных фильмов: «Смертельный аромат», «Ожерелье Нефертити», «Проклятие Эдварда Мунка», «Чистый лед», «Плачущий ангел Шагала» и «Тайна золотых апостолов».
Для съёмок в сереале были приглашены известные актёры (Елена Корикова, Андрей Соколов, Владимир Яглыч, Ирина Апексимова и другие). На роль Владимира Седова, после фотопроб, которые состоялись в октябре 2009 года в Москве, был утверждён российский актёр Андрей Соколов. На роль Лики Вронской была утверждена не менее известная актриса российского театра и кино Елена Корикова. В первом фильме цикла «Смертельный аромат» ей было необходимо по сюжету общаться с одним из главных персонажей исключительно по-французски и, для наиболее полного вживания в роль, актриса Елена Корикова возобновила занятия французским языком.
Во время подготовки к съёмочному периоду фильма «Смертельный аромат» был проведён кастинг белорусских топ-моделей. В кастинге оказал помощь съёмочной группе фильма знаменитый белорусский модельер Александр Варламов. При его непосредственном участии были подготовлены коллекции одежды, стилизованные по мотивам творчества французского модельера Коко Шанель. Коллекции были представлены к показу в трёх эпизодах фильма.
При подготовке к сценарию создатели фильма постарались позаботиться о максимальной реалистичности. В фильме много узнаваемых в Белоруссии зданий, мест, деталей и персон из белорусской действительности. Так, например, Лика Вронская и Владимир Седов знакомятся в Минске, в Национальной библиотеке. Так же съёмки сериала проходили в Национальном художественном музее Беларуси, Национальном академическом Большом театре оперы и балета, Несвижском замке, Белорусском государственном музее народной архитектуры и быта в деревне Озерцо под Минском. Расследование дела о пропаже картины белорусского художника Марка Шагала приводит главных героев на фестиваль «Славянский базар» в Витебск. В фильме «Смертельный аромат», в истории о наследстве Шанель, рассказывается о мире белорусского модельного бизнеса, в этой части так же снялся знаменитый белорусский модельер Александр Варламов.
Как отметил главный редактор сериала Игорь Костюченко:

«Этот проект для Белтелерадиокомпании и вообще белорусского кино является уникальным, поскольку это первая в Беларуси попытка осуществления масштабного проекта экранизации национальной детективной серии».

В 2012 году Белтелерадиокомпания продала права на трансляцию телесериала «Поцелуй Сократа» российскому Первому каналу и одному из телеканалов в Израиле. Ориентировочная сумма сделки с российской стороной составила около 1,5 миллиона долларов.

## В ролях
- Елена Корикова — Лика Вронская
- Андрей Соколов — Владимир Седов
- Владимир Янковский — Андрей Семирский
- Юрий Беляев — Ян Нимцович
- Ирина Апексимова — Марина Красавина
- Владимир Яглыч — Полуянов
- Светлана Аникей — Инесса Смолова
- Анатолий Кот — Платон
- Анатолий Терпицкий — Шумилов
- Иван Щетко — Ярцев
- Ольга Рептух — Суханова
- Елена Внукова
- Елена Дубровская — Аня Семенович
- Иван Мацкевич
- Юлия Кадушкевич — Арина
- Владимир Золотухин — охранник
- Наталья Дедейко — Светлана Никодимова
- Сергей Белякович — Виктор Хлестов
- Сергей Журавель — Фалько
- Валерия Арланова — Машкова